# Ordem da Coroa da Índia
A Imperial Ordem da Coroa da Índia é uma ordem do Sistema de Honras Britânico.

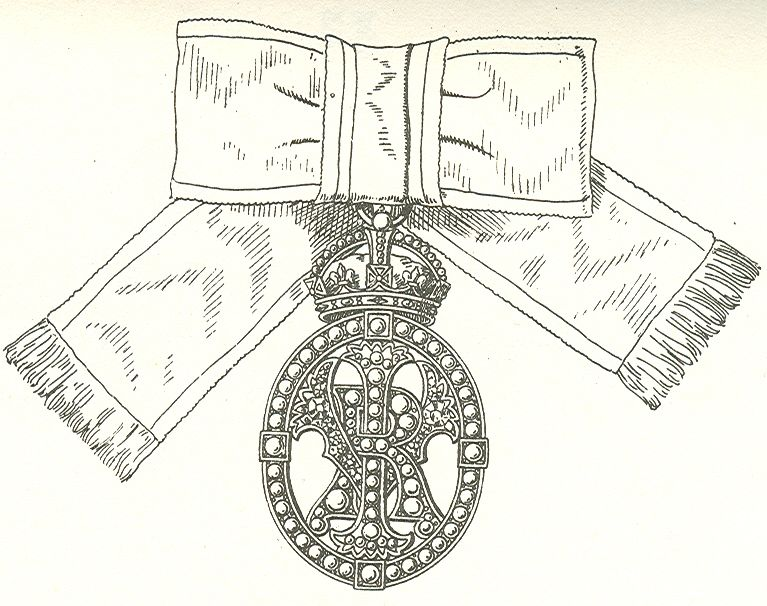
A insígnia da Imperial Ordem da Coroa da Índia.

A ordem foi estabelecida pela rainha Vitória em 1878, quando era Imperatriz da Índia. A ordem era aberta somente para mulheres; foi descontinuada logo após a Independência da Índia em 1947. A ordem era limitada para as princesas britânicas, esposas ou mulheres relativas aos príncipes indianos, e esposas ou mulheres relacionadas a outras pessoas que serviram ao governo, como:
- Vice-Rei da Índia Britânica,
- Governador-Geral da Índia Britânica,
- Governador de Madras,
- Governador de Bombaim,
- Governador de Bengala,
- Secretário de Estado da Índia,
- Comandante-em-Chefe na Índia.

As membros da ordem, chamada "Companheiras", poderiam usar após o nome as letras "CI," mas não adquiriam qualquer precedência especial. A ordem é considerada dormente desde o falecimento da rainha Isabel II, sua última participante.